# 大豆蛋白

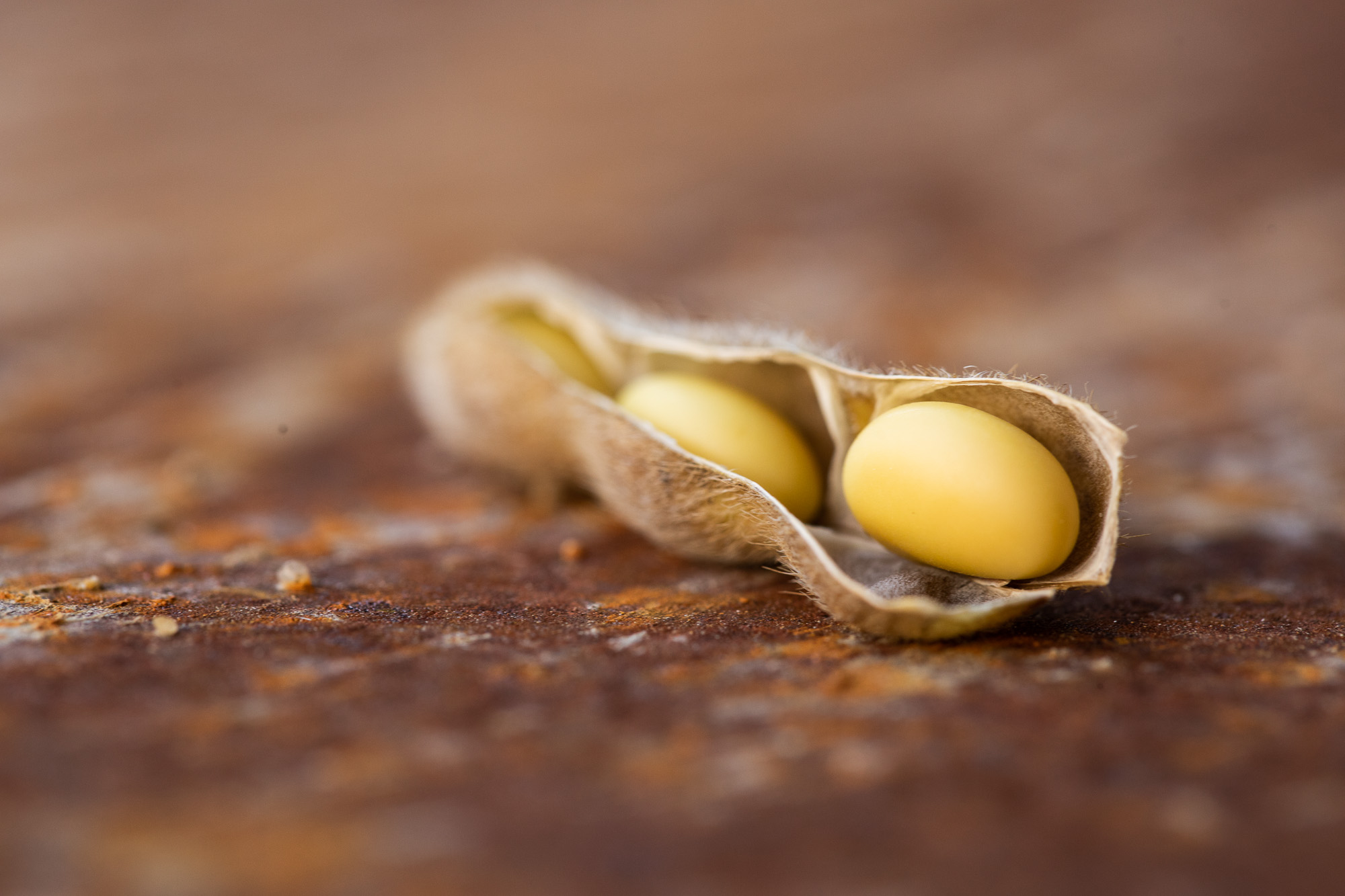
大豆莢

大豆蛋白指的是从大豆提取的蛋白质。大豆中约含有36.5%蛋白质，蛋白质可以从豆粕中提取。它是一种完全蛋白质，提供了所有种类的必需氨基酸。大豆蛋白是一种常见的肉类替代品。
大豆蛋白一般被認為集中在蛋白體中，估計蛋白體佔大豆總蛋白的至少60–70%。 大豆發芽後，蛋白質會被消化，釋放的胺基酸會被運送到幼苗生長的地方。
豆科植物蛋白質，例如大豆和豆類，屬於種子儲存蛋白的球蛋白家族，稱為豆球蛋白和豌豆球蛋白，或在大豆中，稱為大豆球蛋白和β-伴大豆球蛋白。大豆還含有生物活性或代謝蛋白質，例如酶、胰蛋白酶抑制劑、血球凝集素和類似木瓜蛋白酶的半胱氨酸蛋白酶。大豆子叶儲存蛋白對人類營養至關重要，最有效的提取方法是用水、水加稀鹼或氯化鈉水溶液從脫殼脫脂大豆中提取，這些大豆只經過了最低限度的熱處理，因此蛋白質接近天然的或未變性的。
作为商品的大豆蛋白种类有：
- 豆粕约含50%蛋白质。磨粉即为脱脂大豆粉，将粉加水膨化即为大豆组织蛋白。
- 大豆浓缩蛋白（soy protein concentrate）约含70%蛋白质。水洗豆粕粉去除可溶性糖可得，剩下的碳水化合物基本是膳食纤维。
- 大豆分离蛋白（soy protein isolate）约含90%蛋白质。将豆粕粉溶水之后通过一些操作（一般是类似酸凝结乳酪（英语：Acid-set cheese）的加酸，但也可以用盐卤、过滤等方法分离）导致蛋白质凝结沉淀。将沉淀的蛋白质取出后洗掉凝结剂干燥即成。[5]